# 疣果飘拂草
疣果飘拂草（学名：Fimbristylis verrucifera）为莎草科飘拂草属下的一个种。

## 扩展阅读
- 維基物種上的相關：疣果飘拂草